# Wüstenschloss

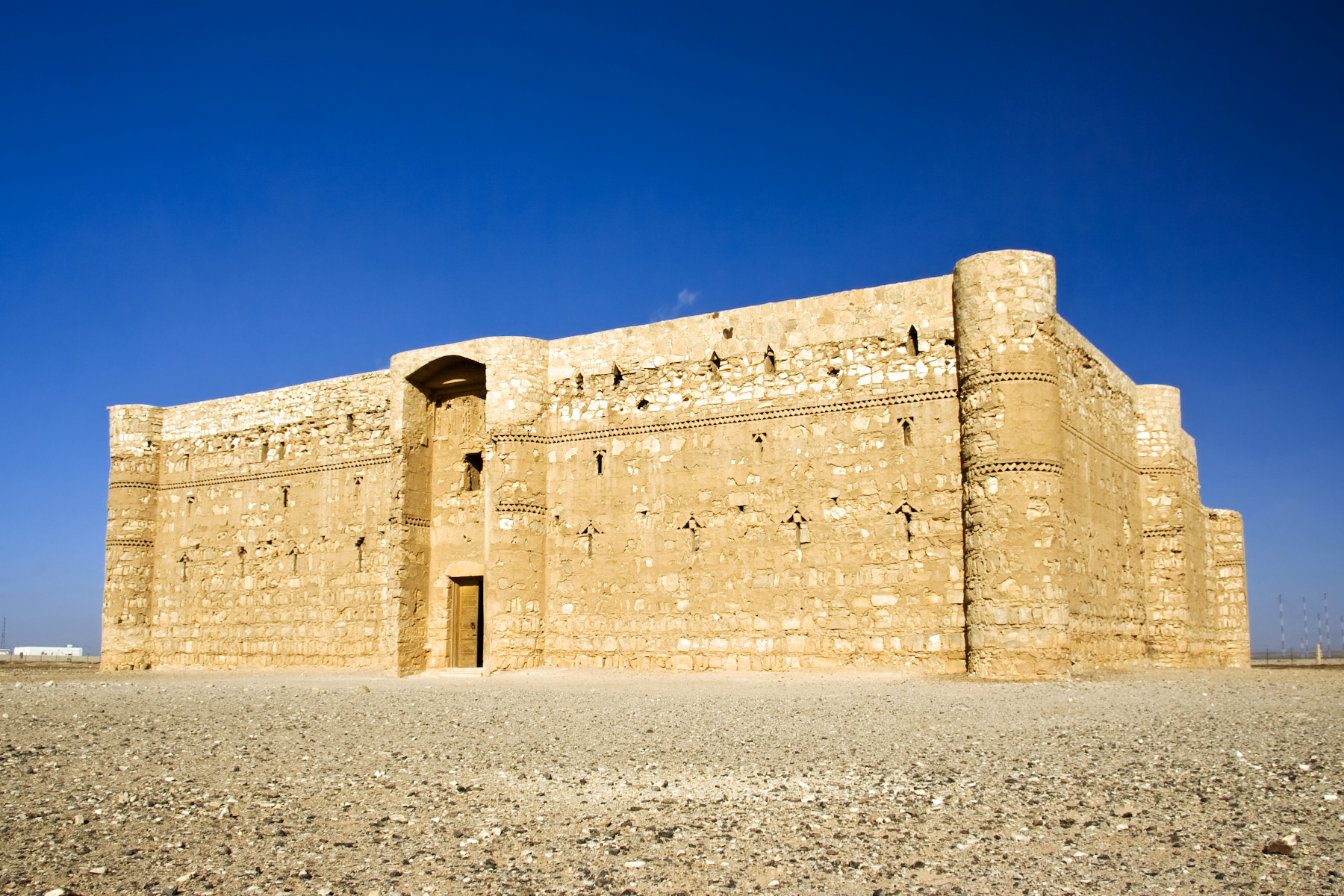
Der Qasr Kharana weist sehr deutliche Anleihen an die spätantiken Quadriburga auf

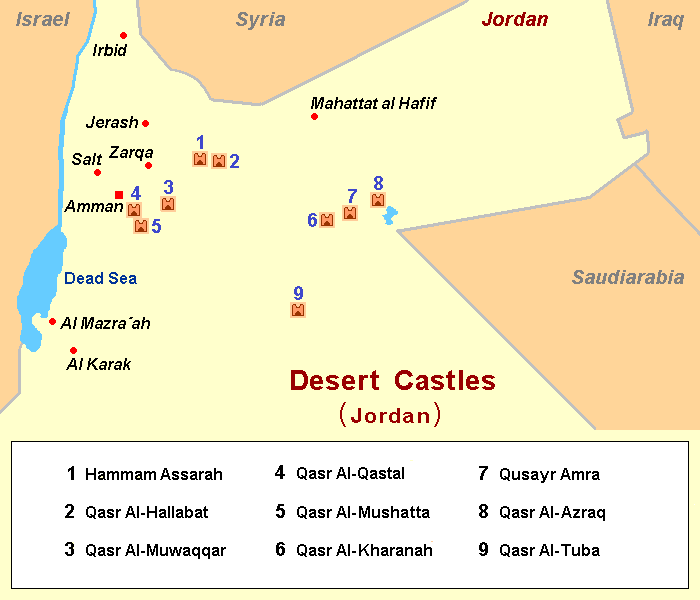
Karte einiger noch existierender Wüstenschlösser in Jordanien

Der Begriff Wüstenschloss ist eine behelfsmäßige Bezeichnung für frühislamische Scheinkastelle im Nahen Osten. Äußerlich wurden sie meist aus einem Baumuster spätantiker Wehrbauten heraus entwickelt und weisen damit einerseits zwar einen deutlichen Verteidigungscharakter auf, erfüllen aber andererseits hauptsächlich repräsentative Zwecke, was sich an weniger massiven Umfassungsmauern und teils fehlenden Wehrtürmen, aber einer umso prunkvolleren Innenausstattung widerspiegelt. Unterkünfte für Soldaten sind hingegen nicht zu verzeichnen. Oft werden nur mehrere Bauten, die über die Wüste im Osten Jordaniens, östlich der Hauptstadt Amman verstreut sind, als Wüstenschlösser bezeichnet – wohl deswegen, weil der jordanische Staat sie zu Tourismuszwecken aktiv vermarktet. Typologisch können aber auch einige Bauten in Syrien sowie Israel und Palästina zu den Wüstenschlössern gezählt werden.

## Geschichte
Die Burgen wurden zwischen dem 7. und 8. Jahrhundert, hauptsächlich zwischen 650 und 750 während der Herrschaft der Kalifen der Umayyaden-Dynastie, die 661 Damaskus zu ihrer Hauptstadt gemacht hatten, durch den Umbau römisch-byzantinischer Kastelle entwickelt oder aus dem Schema des spätantiken Bautypus des Quadriburgus beziehungsweise der Zentralhofkastelle heraus neu errichtet. Das Beispiel des Qusair ʿAmra zeigt, dass sogar römische Badehäuser als Vorbild dienen konnten. Der Begriff „Wüstenschloss“ ist etwas irreführend, manche der Bauten befinden sich in semiariden Gegenden oder sogar in bzw. nahe bei Städten. Ab 750 wurde die Hauptstadt jedoch nach Bagdad verlegt und die Region, in der die Wüstenschlösser lagen, verlor an Wichtigkeit. Viele von ihnen scheinen nie ganz fertiggestellt worden zu sein.
Ähnliche säkulare Gebäude finden sich auch in Palästina und Syrien, etwa der Palast des Hischam nahe Jericho, die Anlage Chirbat al-Minya am See Genezareth sowie Qasr al-Heir asch-Scharqi in der syrischen Wüste. Die umayyadischen Palastanlagen, die vielfach reich mit Mosaiken ausgestattet sind, stellen beeindruckende Beispiele früher islamischer Kunst und Architektur dar.

## Funktion der Wüstenschlösser
Funktion und Zweck sind bis heute nicht endgültig geklärt und unterschieden sich vermutlich von Fall zu Fall: Die Qusur (Singular Qasr) dienten vermutlich teils (eher selten) der Verteidigung, teils landwirtschaftlichen Zwecken, teils als Treffpunkte der Beduinen (untereinander und mit dem Repräsentanten der Umayyaden), als Badiyas (Landsitze von Adligen) oder als Karawansereien (Parallel zum Aufkommen der Wüstenschlösser kam es auch zu einer deutlichen Steigerung des Karawanenhandels). Die Anlagen wurden teilweise durch den Umbau älterer Gebäude – insbesondere römischer Grenzkastelle, seltener ghassanidische Bauten – errichtet, teilweise neu erbaut. Alle Wüstenschlösser liegen auf eine gewisse Art strategisch günstig, nahe an wichtigen Straßen, Kontrollpunkten oder Wasserressourcen. Es liegt nahe, dass sie den Umayyaden nicht nur als aristokratisches Vergnügen, sondern zur Demonstration und Festigung ihrer Macht in bedeutenden Gegenden dienten. Nicht zuletzt dürfte die monumentale Architektur mit Gärten und Teichen inmitten einer hochgradig ariden Gegend auch einen psychologischen Effekt ausgeübt haben.

## Liste sogenannter Wüstenschlösser

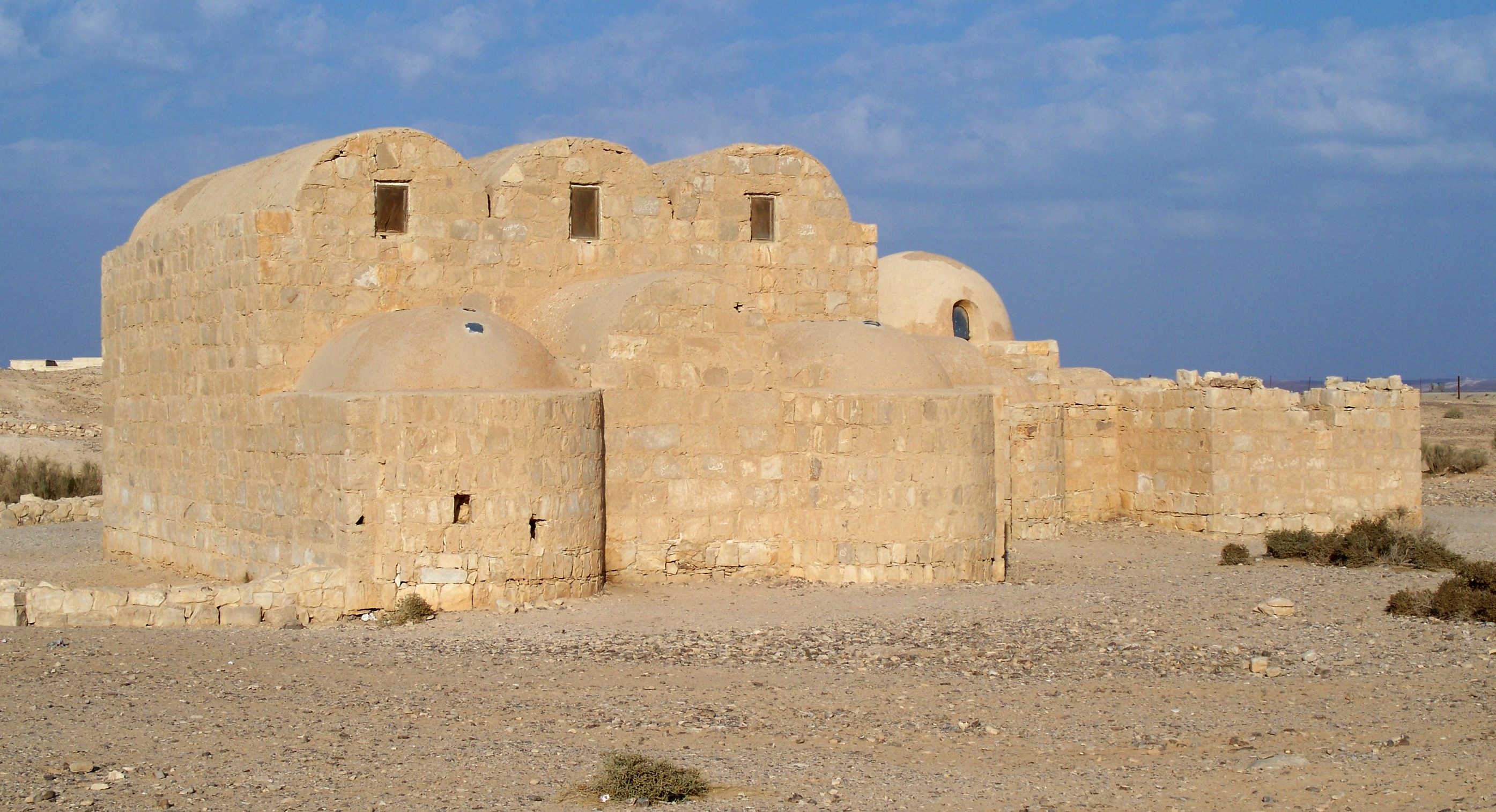
Der Qusair ʿAmra wurde äußerlich ganz im Stil römischer Badeanlagen errichtet

Da der Begriff Wüstenschloss nicht einheitlich definiert ist lässt sich keine abgeschlossene Aufzählung erstellen. Viele der Bauwerke sind heute zerstört, überwiegend infolge der häufigen Erdbeben. Zu den am besten erhaltenen oder restaurierten gehören:

### In Jordanien
- Qusair 'Amra, etwa 85 km östlich von Amman
- Qasr al-Azraq, etwa 100 km östlich von Amman
- Qasr Burqu, etwa 200 km östlich von Amman
- Qasr Hallabat, etwa 60 km nordöstlich von Amman
- Qasr Hammam al-Sarah, etwa 55 km nordöstlich von Amman
- Qasr Kharana, etwa 65 km östlich von Amman
- Qasr Mschatta, etwa 35 km südöstlich von Amman
- Qasr Muschasch, etwa 40 km östlich von Amman
- Qasr al-Qastal, etwa 25 km südlich von Amman
- Qasr Tuba, etwa 95 km südöstlich von Amman
- Der Umayyadenpalast auf der Zitadelle von Amman
- Umm al-Walid in der Nähe von Madaba

### In Syrien
- Qasr al-Heir al-Gharbi 80 km südwestlich von Palmyra
- Qasr al-Heir asch-Scharqi rund 130 km von Palmyra
- Dschabal Sais nördlich von al-Azraq, knapp hinter der syrischen Grenze

### In Israel/Palästina
- Der Palast des Hischam 5 km nördlich von Jericho
- Chirbat al-Minya am nordwestlichen Ufer des Sees Genezareth
- Ein unerforschtes Qasr in Al-Sinnabra
- Am Tempelberg